# Gnesta (gemeente)
Gnesta is een Zweedse gemeente in Södermanland. De gemeente behoort tot de provincie Södermanlands län. Ze heeft een totale oppervlakte van 540,4 km² en telde 9935 inwoners in 2004.

## Plaatsen
- Gnesta (plaats)
- Björnlunda
- Stjärnhov
- Laxne
- Hållsta
- Norrtuna
- Malmsjöstugan